# Lordstown
Lordstown é uma vila localizada no estado norte-americano de Ohio, no Condado de Trumbull.

## Demografia
Segundo o censo norte-americano de 2010, a sua população era de 3417 habitantes.
Em 2006, foi estimada uma população de 3614, um decréscimo de 19 (-0.5%).

## Geografia
De acordo com o United States Census Bureau tem uma área de
59,9 km², dos quais 59,9 km² cobertos por terra e 0,0 km² cobertos por água.

## Localidades na vizinhança
O diagrama seguinte representa as localidades num raio de 12 km ao redor de Lordstown.